# Greggs
Greggs plc er en britisk bagerikæde med over 2.000 forretninger. De er specialiseret i diverse bagværk, sandwich, dougnuts, osv. Hovedkvarteret er i Newcastle upon Tyne, hvor John Gregg åbnede det første bageri i 1939.